# Zniknięcie Sidneya Halla
Zniknięcie Sidneya Halla (ang. The Vanishing of Sidney Hall) – amerykański dramat filmowy z 2017 roku w reżyserii Shawna Christensena, z Loganem Lermanem w roli głównej.

## Premiera
Film miał swoją premierę podczas Festiwalu Filmowego w Sundance 25 stycznia 2017 roku. W szerokiej dystrybucji w Stanach Zjednoczonych od 2 marca 2018 roku.

## Fabuła
Autor filmu prezentuje historię niechronoligicznie. Młody pisarz opublikował swą powieść, napisaną w oparciu o wydarzenia, które odcisnęły piętno na jego szkolnym życiu. To, co napisał, wywiera wpływ na jego relację z żoną. Pisarz znika, a jego tropem podąża anonimowy detektyw. 

## Obsada
W filmie wystąpili, m.in.:
- Logan Lerman jako Sidney Hall
- Elle Fanning jako Melody Jameson
- Michelle Monaghan jako Velouria Hall
- Kyle Chandler jako detektyw
- Blake Jenner jako Brett Newport
- Nathan Lane jako Harold
- Margaret Qualley jako Alexandra
- Yahya Abdul-Mateen II jako Duane Jones, nauczyciel
- Tim Blake Nelson jako Johan Tidemand
- Janina Gavankar jako Gina
- Darren Pettie jako Gerald Hall
- Alex Karpovsky jako David Bauer